# Condado de Talladega
O Condado de Talladega é um dos 67 condados do estado norte-americano do Alabama. A sede de condado é Talladega que é também a sua maior cidade. O condado tem uma área de 1968 km² (dos quais 54 km² estão cobertos por água), uma população de 80 321 habitantes, e uma densidade populacional de 18 hab/km² (segundo o censo nacional de 2000). O condado foi fundado em 1832 e o seu nome provém de uma palavra da língua creek.